# 廖丽萍
廖丽萍（1973年—），江西宁都人，汉族，中华人民共和国政治人物、第十一届全国人民代表大会江西地区代表。
毕业于中央党校行政管理专业，是中共党员。担任寻乌县委常委、副县长。2008年起担任全国人大代表。